# Saison 2021 de l'équipe cycliste Intermarché-Wanty-Gobert Matériaux
La saison 2021 de l'équipe cycliste Intermarché-Wanty-Gobert Matériaux est la quatorzième de cette équipe et la première en tant que WorldTeam.

## Coureurs et encadrement technique

### Arrivées et départs
| Coureur             | Provenance                   | Durée contrat |
| ------------------- | ---------------------------- | ------------- |
| Jan Hirt            | CCC Team                     | 2021-2022     |
| Jonas Koch          | CCC Team                     | 2021          |
| Louis Meintjes      | NTT Pro Cycling              | 2021          |
| Riccardo Minali     | NIPPO DELKO One Provence     | 2021          |
| Baptiste Planckaert | Bingoal - Wallonie Bruxelles | 2021-2022     |
| Lorenzo Rota        | Vini Zabù - KTM              | 2021-2022     |
| Rein Taaramäe       | Total Direct Énergie         | 2021-2022     |
| Taco van der Hoorn  | Jumbo-Visma                  | 2021          |
| Georg Zimmermann    | CCC Team                     | 2021-2022     |

| Coureur          | Nouvelle équipe      | Durée contrat |
| ---------------- | -------------------- | ------------- |
| Alfdan De Decker | Tarteletto-Isorex    | 2021          |
| Thomas Degand    |                      |               |
| Fabien Doubey    | Total Direct Énergie | 2021-2022     |
| Timothy Dupont   | Bingoal-WB           | 2021          |
| Xandro Meurisse  | Alpecin-Fenix        | 2021-2022     |
| Yoann Offredo    | Retraite             |               |

### Effectif actuel
| Coureur              | Date de Nais.             | Equipe en 2020      | Cont. |
| -------------------- | ------------------------- | ------------------- | ----- |
| Jan Bakelants        | 14 février 1986 (35 ans)  | Circus-Wanty Gobert | 2022  |
| Jérémy Bellicaud     | 8 juin 1998 (23 ans)      | Circus-Wanty Gobert | 2021  |
| Stijn Daemen         | 25 juillet 1999 (22 ans)  | À Bloc CT           | 2021  |
| Aimé De Gendt        | 17 juin 1994 (27 ans)     | Circus-Wanty Gobert | 2021  |
| Jasper De Plus       | 11 juin 1997 (24 ans)     | Circus-Wanty Gobert | 2021  |
| Dries De Pooter      | 8 novembre 2002 (19 ans)  | SEG Racing Academy  | 2021  |
| Ludwig De Winter     | 31 décembre 1992 (29 ans) | Circus-Wanty Gobert | 2021  |
| Théo Delacroix       | 21 février 1999 (22 ans)  | Circus-Wanty Gobert | 2022  |
| Tom Devriendt        | 29 octobre 1991 (30 ans)  | Circus-Wanty Gobert | 2022  |
| Odd Christian Eiking | 28 décembre 1994 (27 ans) | Circus-Wanty Gobert | 2021  |
| Alexander Evans      | 28 janvier 1997 (24 ans)  | Circus-Wanty Gobert | 2021  |
| Biniam Girmay        | 2 avril 2000 (21 ans)     | Delko               | 2024  |
| Quinten Hermans      | 29 juillet 1995 (26 ans)  | Circus-Wanty Gobert | 2022  |
| Jan Hirt             | 21 janvier 1991 (30 ans)  | CCC Team            | 2022  |
| Maxime Jarnet        | 6 septembre 1998 (23 ans) | Arkéa-Samsic        | 2021  |
| Jonas Koch           | 25 juin 1993 (28 ans)     | CCC Team            | 2021  |
| Wesley Kreder        | 4 novembre 1990 (31 ans)  | Circus-Wanty Gobert | 2021  |

| Coureur              | Date de Nais.              | Equipe en 2020               | Cont. |
| -------------------- | -------------------------- | ---------------------------- | ----- |
| Maurits Lammertink   | 31 août 1990 (31 ans)      | Circus-Wanty Gobert          | 2021  |
| Louis Meintjes       | 25 juin 1993 (28 ans)      | NTT Pro Cycling              | 2021  |
| Riccardo Minali      | 19 avril 1995 (26 ans)     | NIPPO DELKO One Provence     | 2021  |
| Andrea Pasqualon     | 2 janvier 1988 (33 ans)    | Circus-Wanty Gobert          | 2021  |
| Simone Petilli       | 4 mai 1993 (28 ans)        | Circus-Wanty Gobert          | 2021  |
| Baptiste Planckaert  | 28 septembre 1988 (33 ans) | Bingoal - Wallonie Bruxelles | 2022  |
| Lorenzo Rota         | 23 mai 1995 (26 ans)       | Vini Zabù                    | 2022  |
| Rein Taaramäe        | 24 avril 1987 (34 ans)     | Total Direct Énergie         | 2022  |
| Taco van der Hoorn   | 4 décembre 1993 (28 ans)   | Jumbo-Visma                  | 2021  |
| Corné van Kessel     | 7 août 1991 (30 ans)       | Circus-Wanty Gobert          | 2022  |
| Kévin Van Melsen     | 1er avril 1987 (34 ans)    | Circus-Wanty Gobert          | 2021  |
| Boy van Poppel       | 18 janvier 1988 (33 ans)   | Circus-Wanty Gobert          | 2021  |
| Danny van Poppel     | 26 juillet 1993 (28 ans)   | Circus-Wanty Gobert          | 2021  |
| Pieter Vanspeybrouck | 10 février 1987 (34 ans)   | Circus-Wanty Gobert          | 2022  |
| Loïc Vliegen         | 20 décembre 1993 (28 ans)  | Circus-Wanty Gobert          | 2022  |
| Georg Zimmermann     | 11 octobre 1997 (24 ans)   | CCC Team                     | 2022  |

## Champions nationaux, continentaux et mondiaux
| Date         | Course                                     | Maillot | Coureurs      | Pays    | Lieu |
| ------------ | ------------------------------------------ | ------- | ------------- | ------- | ---- |
| 17 juin 2021 | Championnats d'Estonie du contre-la-montre |         | Rein Taaramäe | Estonie |      |